# المركز الثقافي القبطي

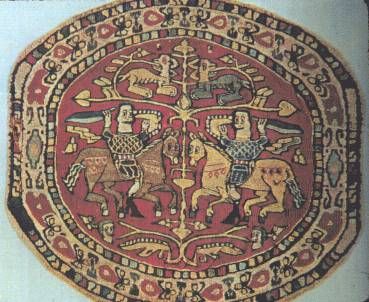

المركز الثقافى القبطى الأرثوذكسي هو مركز ثقافي ومكتبة افتتحت في القاهرة في 14 نوفمبر سنة 2008. المركز هو إحياء لمكتبة الكنيسة المصرية الأرثوذكسية القديمة ويجود فيه أعداد كبيرة من الكتب والمخطوطات التاريخية النادرة.

## المكتبة
مكتبة مار مرقس التي تتبع المركز بدأت بحوالي 75 ألف كتاب من كل فروع العلم والمعرفة وتبرع البابا شنودة بمكتبته الإسلامية الضخمة للمكتبة للتأكيد على الهوية العامة والمنفتحة للمركز الثقافي، بالإضافة أهدى البابا شنودة عدد من الموسوعات بلغات مختلفة.
مكتبة المركز بها كتب نادرة مثل النسخة الأصلية لقاموس قبطي/عربي كتبة إقلاديوس لبيب سنة 1895، ونسخة مصورة من أول قاموس قبطى/لاتيني كتبة أثناسيوس كتشر وطبع في روما عام 1643. المكتبة تضم كتب ب11 لغه منها التركية والفارسية.

## قاعة المخطوطات

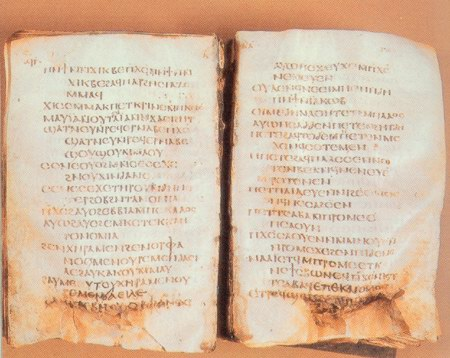
أحد الكتب القبطية في المكتبة

قاعة المخطوطات تقع في الدور الخامس في مبنى المركز تضم عدد من المخطوطات الأصلية وعدد كبير من المخطوطات المصورة، وهذا العدد الكبير كان ثمرة لجهود متواصله لتجميع التراث القبطي المصري المتناثرة في الأديرة والكنائس وخارج مصر. المركز الثقافي القبطي به حالياً 1310 مخطوطة من محتويات مكتبة البطركية القبطية في القاهرة و360 مخطوطة علي شرائح ميكروفيلم تضم 7110 و1140 نسخه رقمية طبق الأصل في مليون ورقة مهداة من جمعية القديس الأنبا شنودة في لوس انجلوس، وهي نسخ مماثلة للمجموعة التي أهداها البابا شنوده لمكتبة الإسكندرية.

## أهداف المركز

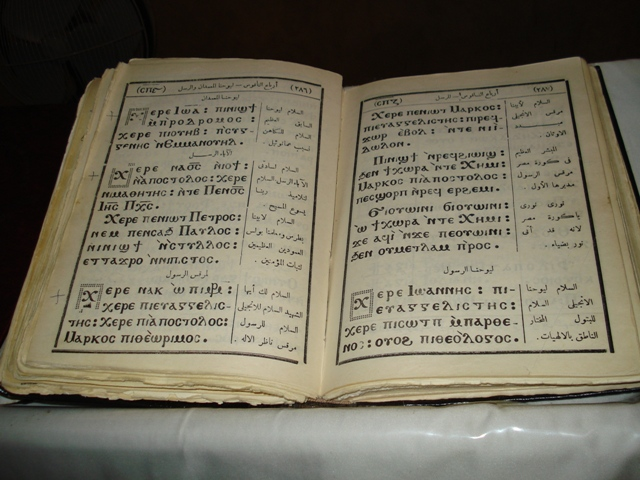
الكتاب المقدس بالقبطى

من أهداف المركز الحصول على نسخ مصورة من المخطوطات القبطية التي تسربت خارج مصر وتناثرت في المتاحف والجامعات المتخصصة. والمركز حالياً يضم عدد من المخطوطات المهمة والنادرة أو نسخ منها.
فمثلاً بها مخطوطات لنصوص قبطية صعيدية ترجع للقرون الميلاديه الأربعة الأولى، ومخطوطات مفيدة للباحثين بالنسبة لتطور اللغة القبطية والكتابة ونصوص فيها المحاولات الأولانيه لترجمة الكتاب المقدس من القبطى للعربى ونصوص من العصر المملوكى منسوبه لأولاد العسال، أولاد العسال دول كانو عيلة مثقفين طلع منها فطاحل زى «أبو إسحق ابن فخر الدولة العسال» اللى كان من ضمن مؤلفاته كتاب عن قواعد اللغة القبطية، وفيه مخطوطه لكتاب «المجموع المبارك» الذي كتبه المؤرخ المكين ابن العميد الذي يعتبر تكملة لتاريخ الطبري. فيه كمان صور لمخطوطات بترجع للقرن التاسع كانت اتلقت في دير رئيس الملايكه ميخائيل في الفيوم ومعروفه باسم «الحامولى». المخطوطات الأصلية موجوده في نيويورك وهي بمثابة مكتبه كامله للدير بتبين تحولات مهمه في ثقافة المصريين والرهبان من اللغة القبطية للغه العربية.
ويقول الأنبا ارميا الأسقف العام وسكرتير البابا شنوده لشئون المركز الثقافى القبطى إن المركز حا يحط خطه لتحقيق ونشر عدد من المخطوطات المهمة عشان تتنشر بطريقه علميه، ومن بين المخطوطات دى أقوال أبهات الكنيسة القبطية، وان المركز ناوى يعيد كتابة تاريخ البطاركة بصوره علميه بتتماشى مع روح العصر. وبيقول الدكتور ماجد صبحى الباحث في المركز إن نشر المخطوطات حايعتمد على مناهج مقارنه عن طريق تحقيق أكتر من مخطوطه بتتنسب لحقبه زمنيه معينه لإن ده حا يدى صوره واضحة بخصوص مراحل تاريخيه غامضه أو ملتبسه زى عصور دولة المماليك البحرية ودولة المماليك البرجيه في الفترة ما بين بين سنة 1250 وسنة 1517.
المكتبة والمخطوطات بيمثلوا المرحلة الأولى لمشروع المركز الثقافى القبطى. المرحلة التانيه حا تقوم على عمل مجموعه من مراكز البحوث والدراسات المتخصصة في التاريخ واللغة والاثار والعمارة والنسيج والموسيقى وأقوال الأباء (الباترولوجى) واللاهوت ومواضيع تانيه. وبيقول الدكتور صبحى إن المركز حايحاول أنه يوفر للباحثين والقراء خبرة العلما والدارسين الأجانب اللى نشروا بحوثهم ودراساتهم في مجلات متخصصه وكتب علميه بأكتر من لغه أجنبية، لإن للأسف المنشور بالعربي في علم القبطيات (القبطولوجيا) بيمثل أقل من عشره في الميه من المنشور عالمياً.

## مواضيع مرتبطة
- كنيسة قبطية أرثوذكسية
- تاريخ بطاركة كنيسة الإسكندرية القبطية
- تاريخ مصر المسيحية
- المتحف القبطي